# Клинок, який знищує демонів: Нескінченний поїзд
Клинок, який знищує демонів: Нескінченний потяг або Винищувач демонів: Потяг «Нескінченний»[джерело?] (яп. デーモンを破壊する呼び出し : 無限の列車) — японський анімаційний фільм в жанрі — темного фентезі, бойовика, жаху, пригод. Заснований на серії шьонен манґи — Кімецу но Яіба (англ. Demon Slayer: Kimetsu no Yaiba) — Койохару Ґотоґе.
Фільм, що є прямим продовженням першого сезону аніме-серіалу — Клинок, який знищує демонів (англ. Demon Slayer: Kimetsu no Yaiba), був знятий режисером Харуо Сотодзакі і написаний співробітниками Ufotable. Спільно з Aniplex і Shueisha.
Фільм був випущений під час пандемії COVID-19, прем'єра відбулася 16 жовтня 2020 року в Японії і в кінці 2020 — середині 2021 року на міжнародному рівні. У світовому прокаті фільм зібрав понад $503 млн. дол. США, ставши найкасовішим фільмом 2020 року, вперше фільм неголлівудського виробництва очолив річний бокс-офіс. Фільм встановив ряд касових рекордів, в тому числі став найкасовішим аніме і японським фільмом всіх часів.
Другий сезон аніме-серіалу почав транслюватися в Японії 10 жовтня 2021 року. Перша серія сезону, «Арка потяга Муген» (англ. Mugen Train Arc), являє собою розширену і перероблену версію фільму.

## Інші назви
- Клинок, який знищує демонів: Арка Нескінченного потяга — (англ. Demon Slayer: Kimetsu no Yaiba – The Movie: Mugen Train)
- Клинок, що розтинає демонів: Нескінченний потяг — (англ. Kimetsu no Yaiba: Mugen Ressha-Hen)
- Винищувач демонів: Поїзд «Нескінченний» — (англ. Kimetsu no Yaiba Movie: Mugen Ressha-hen)

## Сюжет
Танджіро, Недзуко, Зеніцу і Іноске сідають в потяг, щоб допомогти Кйоджуро Ренґоку в його місії з пошуку демона, який вбив багатьох винищувачів демонів. Незабаром після посадки всі вони виявляються зачаровані і занурюються в глибокий сон. Енму, один з членів — «Дванадцяти демонічних місяців», доручає чотирьом пасажирам, які страждають від сильного безсоння, увійти в сон винищувачів демонів і знищити їх духовні ядра, щоб вони не змогли прокинутися знову. В обмін Енму подарує їм спокійний сон.
Під час сну Танджіро і його товариші бачать щасливі сни. Танджіро усвідомлює, що бачить сон, і намагається прокинутися, але йому це вдається після того, як бачення батька велить йому вбити себе уві сні. У той же час Недзуко використовує свою силу, щоб розірвати зв'язок зловмисників з винищувачами, і пробуджує пасажирів. У страху перед Енму вони нападають на Танджіро, який вирубує їх.
Поки Недзуко будить інших, Танджіро стикається з Енму і в ході зав'язливої битви обезголовлює його. Однак Енму не вмирає, а виявляє, що злився з поїздом. Кйоджуро доручає Іноске і Танджіро шукати шию Енму, у той час як він, Недзуко і Зеніцу залишаються позаду, щоб захистити інших пасажирів. Танджіро і Іноске знаходять шию Енму в машинному відділенні. Танджіро отримує удар ножем від пасажира, але йому все ж вдається перерізати шию, убивши Енму і зупинивши поїзд.
Однак незабаром з'являється Аказа і нападає на винищувачів. Кйоджуро бореться з ним поодинці і отримує смертельне поранення, хоча він змушений бігти, коли починає підніматися сонце. В останній спробі зупинити його, Танджіро кидає свій меч в голову, який пронизує груди демона, але йому все ж вдається піти з мечем в грудях. Танджіро гнівно називає його боягузом за те, що той втік, і оголошує Кйоджуро переможцем поєдинку. Кйоджуро закликає Тандзжро та його друзів продовжувати свій шлях і вмирає. Мечникам Хашіра повідомляють про його смерть, а Танджіро і інші оплакують його.

## Персонажі
- Танджіро Камадо (яп. 竈門 炭治郎) — головний герой, що став винищувачем демонів, щоб знайти відповідального за вбивство його сім'ї і перетворення його сестри в демона. Танджіро виріс в горах разом зі своїми батьками, братами і сестрами, будучи старшою дитиною в сім'ї Камадо. Його батько Танджура помер від хвороби, коли Танджіро був ще дитиною, і в підсумку Танджіро взяв на себе роль годувальника. Він дуже любив свою сім'ю і піклувався про неї, як тільки міг. Одного разу один з братів Танджіро випадково штовхнув гарячий чайник, і, захистивши дитину, Танджіро отримав свій шрам на лобі.

Сейю: Нацукі Ханае
- Недзуко Камадо (яп. 竈門 禰豆子) — молодша сестра Танджіро. Вона була перетворена на демона Музоном Кібуцуджі. Будучи ще людиною, Недзуко була дуже доброю, турботливою старшою сестрою, яка перш за все думала про інших.

Сейю: Акарі Кіто
- Зеніцу Аґацума (яп. 我妻 善逸) — винищувач демонів і один з головних героїв, які подорожують з Танджіро Камадо. Зеніцу боягузливий і вважає, що, зважаючи на небезпечну роботу мисливця на демонів, жити йому залишилося недовго, через що він часто пристає до зустрічних дівчат, просячи їх вийти за нього заміж. У Зеніцу низька самооцінка, що заважає йому виправдати очікування інших людей і свої власні — відчувши труднощі або небезпеку, він тікає, ховається або просто плаче. Часто це змушує його втратити віру в свої здібності і, навіть коли це очевидно, Зеніцу заперечує, що він здобув перемогу своїми силами. Він думає, що його покликання — жити скромним життям, а не вбивати демонів.

Сейю: Сімоно Хіро
- Іноске Хашібара (яп. 嘴平 伊之助) — мисливець на демонів, який подорожує в компанії Танджіро Камадо. Іноске неймовірно запальний і необачний, тому він часто влазить в бійку з більш сильним противником, не замислюючись про наслідки. Він любить змагатися і часто намагається спровокувати своїх товаришів — Танджіро і Зеніцу — на поєдинок. Іноске виріс один в горах, і через це йому складно спілкуватися з іншими людьми, він не вміє читати і писати.

Сейю: Йосіцуґу Мацуока
- Кйоджуро Ренґоку (яп. 煉獄 杏寿郎) — мисливець на демонів, Стовп полум'я, що складався в організації Винищувачів Демонів. Центральний персонаж Арки Демонічного поїзда. Кеджуро — добра і чесна людина. Він дуже ексцентричний, схильний не стримувати свої емоції. Разом з тим Кйоджуро володіє непохитним оптимізмом і колосальною силою духу, прищепленої йому його матір'ю в молодому віці, що допомагає йому не тільки знаходити в собі сили в складних ситуаціях, але і підтримувати оточуючих.

Сейю: Сатоши Хіно
- Енму (яп. 魘夢) — був членом «Дванадцяти демонічних місяців», займаючи посаду Першого Нижчого Місяця. Енму показаний як особистість мрійлива і дещо дивна, на початку проявляючи на тлі загальної паніки безтурботність і часто зберігаючи спокій, проте пізніше оголюючи жорстокість і садизм, виражений в першу чергу в збоченому захопленні чужими стражданнями. Він проявляє особливе ставлення до Музану, внаслідок чого і залишається живий.

Сейю: Дайсуке Хіракава
- Аказа (яп. 猗窩座) — демон дванадцяти місяців, що займає позицію третьої вищої місяця. Коли він був людиною, його звали Хакуджі. Аказа — сильний, впертий і імпульсивний демон, який любить воювати, особливо полює на сильних демонів або Стовпів. Він дивиться зверхньо на будь-якого, кого вважає слабким, але проявляє щиру повагу до сильних, незалежно від раси, особистостям. Він також легко злиться і дратується, особливо через примхи Доуми і слабких людей. Незважаючи на свою пристрасть до боїв і впертість, Аказа знає, коли піти у відставку.

Сейю: Акіра Ішіда
- Рука Ренґоку (яп. 煉獄 瑠火) — мати Кйоджуро і Сенджуро Ренґоку. Рука була дуже розумною дівчиною, вона навчила багатьом потрібним речам свого сина, через що стала для Кйоджуро найбільш шанованою людиною, оскільки він навіть звертається до неї на «Ви» і на «Матінка». Він вдячний їй, що саме вона дала йому життя.

Сейю: Тойоґуті Меґумі
- Сінджуро Ренґоку (яп. 煉獄 槇寿郎) — батько Кйоджуро Ренґоку і Сенджуро Ренґоку і чоловік Руки Ренґоку. Сінджуро — дуже запальна людина, особливо коли мова заходить про Винищувачів Демонів і його сина Кйоджуро, при згадці про той чи інший з них він приходить в лють. Він здається жорстоким, грубо ображаючи недавно померлого Кйоджуро і збиваючи Сенджуро на землю під час його бою з Танджіро.

Сейю: Рікія Кояма
- Сенджуро Ренґоку (яп. 煉獄 千寿郎) — молодший брат Кйоджуро Ренґоку. Сенджуро дуже неконфліктний хлопчик і йому подобається допомагати оточуючим. Також, варто відзначити, що він працьовитий, оскільки веде активну роботу по дому, замість його матері.

Сейю: Джунья Енокі
- Танджуро Камадо (яп. 竈門 炭十郎) — чоловік Кіе Камадо, а також батько Танджіро, Недзуко, Такео, Ханако, Шіґеру і Рокути Камадо. Він тихий, розважливий, добрий і шанований чоловік. Він суворий і спокійний з усіма членами своєї сім'ї і навіть коли «читав» синові лекцію про життя. Він намагається бути доброю, гідною людиною і випромінювати таку ж ауру і за словами його сина, Танджуро не хотів виділятися і показувати свій істинний потенціал, але якщо його сім'я буде в небезпеці, то він не роздумуючи розкриє свою другу, жахливу половину при всіх.

Сейю: Сін'ітіро Мікі
- Кіе Камадо (яп. 竈門 葵枝) — мати Танджіро. Була вбита Музаном Кібуцуджі. Кіе є дуже теплою і люблячою особистістю. З моменту втрати чоловіка і батька шістьох дітей, вона щосили намагається підтримувати добре ставлення до своїх дітей. Вона щосили прагне захищати дітей, але також намагається вчити їх незалежності. Кіе також демонструє позитивний і підбадьорливий настрій, особливо під час її появи в підсвідомості Недзуко Камадо, спонукаючи її прокидатися і допомагати своєму братові битися і закликаючи її робити все можливе.

Сейю: Хоко Кувашіма
- Такео Камадо (яп. 竈門 竹雄) — другий старший брат родини Камадо. Він був убитий Музаном Кібуцуджі. Судячи з першого епізоду аніме, Такео дуже хоче бути схожим на свого старшого брата, Танджіро, так як він дуже пишається і любить останнього.

Сейю: Йо Тайчі
- Ханако Камадо (яп. 竈門 花子) — молодша сестра Танджіро Камадо. Вона була вбита Музаном Кібуцуджі. Ханако дуже любила свого брата і всякими способами намагалася зробити так, щоб він звернув на неї увагу.

Сейю: Кономі Кохара
- Шіґеру Камадо (яп. 竈門 茂) — молодший брат Тенджіро Камадо. Був убитий Музаном Кібуцуджі. Шіґеру дуже любить свого брата Танджіро, він готовий слідувати за ним, куди б він не пішов і робити все, що він захоче. Як його брати і сестри, він засмутився, коли Танджіро і його мати сказали що він не може піти з ним в місто.

Сейю: Каеде Хондо
- Рокута Камадо (яп. 竈門 六太) — наймолодший брат Танджіро. Був убитий Музаном Кібуцуджі. У Рокути чорне волосся у вигляді зрізаної чашки. Також він є наймолодшим членом сім'ї.

Сейю: Аой Коґа
- Шінобу Кочо (яп. 胡蝶 しのぶ) — мисливець на демонів. Шінобу Кочо також є молодшою сестрою Канае Кочо і разом з нею молодшою удочереною Канао Цуюрі. Шінобу демонструє яскраву, доброзичливу і життєрадісну поведінку, завжди маючи добродушну посмішку на обличчі, незалежно від ситуації, в якій вона знаходиться. Однак її зовнішня поведінка — виявляється маскою. Це проявляється в тому, як вона любить дражнити інших людей.

Сейю: Саорі Хаямі
- Гйомей Хімеджіма (яп. 悲鳴嶼 行冥) — винищувач демонів і стовп каменю. Незважаючи на незвичайну манеру мови і поведінку, Гйомея називають дуже добрим чоловіком. Гйомей рідко посміхається, і часто на його обличчі можна побачити сльози, через що його часом вважають дивною людиною. До того ж, він дуже недовірливий до дітей. Його минуле змусило його сумніватися в них і в цілому, в оточуючих його людей.

Сейю: Томокадзу Суґіта
- Тенґен Узуй (яп. 宇髄 天元) — у минулому був мисливцем на демонів, колишній Стовп звуку, раніше складається в організації Винищувачі демонів. Іноді Тенґен показується перед нами як грубий персонаж. Він упевнений в собі і знає всі свої достоїнства. Незважаючи на це, він добрий в душі і відчуває відповідальність за свої дії. Захищаючи людей під час битви з Шостою Вищою Місяцем, він показує наполегливе дотримання кодексу мисливців за демонами, хоча це і заважало йому в битві.

Сейю: Конісі Кацуюкі
- Санемі Шінадзуґава (яп. 不死川 実弥) — Винищувач Демонів і Стовп Вітру. Санемі володіє гарячою кров'ю і грубою особистістю, що підтверджується його імпульсивними діями і відсутністю співчуття або жалості. Коли його вперше представили, Санемі відразу ж не повірив поясненням Танджіро відносно низько, ображаючи його, перш ніж проткнути ножем ящик з Недзуко всередині.

Сейю: Томокадзу Секі
- Обанай Іґуро (яп. 伊黒 小芭内) — винищувач демонів і стовп змії. Обанай — був дуже допитливою людиною, проте злегка недовірливим і з обережністю поводився в будь-якій ситуації. Обанай не любив мисливців, які порушували статут винищувачів демонів і відразу ж припиняв недбале ставлення до нього, як зробив це з Танджіро на суді. Він часто застосовував грубі вирази на адресу тих, в кому бачив будь-яку загрозу, через що здається, що він був дуже черствим людиною.

Сейю: Кен'іїті Судзумура
- Ґію Томіока (яп. 冨岡 義勇) — мисливець на демонів і Стовп Води, який полягає в організації Винищувачі демонів. Ґію завжди серйозний, в ньому сильно розвинене почуття справедливості. Він залишає Недзуко, оскільки його зворушили гарячі благання Танджіро, але в інших випадках Ґію вбиває демонів без коливань. Хвилюється через думки оточуючих. Коли Шінобу сказала, що багато його недолюблюють, Ґію був здивований.

Сейю: Сакурай Такахіро
- Каґая Убуяшікі (яп. 産屋敷 耀哉) — більш відомий як «Ояката-сама» серед його підлеглих і однолітків, був лідером винищувачів демонів. Каґая має спокійну поведінку; виявляючи щиру турботу про членів корпусу Винищувачів Демонів, навіть вважаючи їх своїми дітьми. Він також здатний добре справлятися з критикою і чесний у своїх слабкостях.

Сейю: Тошіюкі Морікава
- Амане Убуяшікі (яп. 産屋敷 あまね) — була дружиною і доглядачкою Каґая Убуяшікі. За словами автора, Амане — сувора, але добра мати. Вона дуже спокійно ставиться до хвороби свого чоловіка, хоч і вона знала що ця хвороба призведе до смерті.

Сейю: Ріна Сато

## Виробництво

### Планування
Продюсер та ініціатор першого сезону телевізійного аніме, Юма Такахаші з Aniplex, обговорював з командою Ufotable можливість створення продовження, якщо буде така можливість. У той час телевізійна анімація почала отримувати хороші відгуки, і план по створенню продовження був офіційно запущений. Причина того, що продовження було знято у формі театру, полягає в тому, що обсяг «Арка потяга Муген», який є продовженням аніме, був недостатнім для того, щоб транслювати його як телевізійну анімацію протягом одного навчального року. До середини трансляції аніме члени основного акторського складу були проінформовані про план створення фільму.

### Виробнича система
Режисер — Харуо Сотодзакі, співробітник Ufotable, директор з дизайну персонажів і анімації — Акіра Мацусіма, співробітник компанії, а Ufotable відповідає за виробництво анімації. З іншого боку, що стосується дистрибуції, Toho нещодавно бере участь у співпраці з Aniplex. Єдині три компанії, які інвестують і виробляють серію — Aniplex, Shueisha і Ufotable.
Основний склад і співробітники кожної секції в основному будуть продовженням телевізійної анімаційної версії, але в якості співробітників, що беруть участь, Ufotable, який відповідав за режисера, дизайн персонажів і постановника анімації Fate/stay night серії — Томонорі Судо і Такашіро Міура, які належали до компанії, що відповідає за виробництво дій, знову беруть участь із завершенням роботи, Міура — розкадруванням зображень частини «Нескінченного поїзда », а Судо — бере участь в якості одного з режисерів анімації.
У цій роботі також багато процесів, включаючи написання — сценарію, розкадрування, режисура, колір, фоновий арт, обробку фотографій і тд., були виконані власними силами співробітників Ufotable, включаючи основний персонал.

### Дизайн персонажів і різне оформлення
Мацусіма — директор з дизайну персонажів і анімації. А за дизайн другорядних персонажів відповідають — Міюкі Сато, Йоко Кадзіяма і Міка Кікучі.
Дизайн персонажа Акази вже був створений Мацусімою разом з іншими персонажами в процесі створення персонажів, коли було прийнято рішення про виробництво першого сезону телевізійної анімації. Тому Сато, який відповідає за дизайн персонажів демонів у цій роботі, не створював дизайн персонажів для Аказу і використовував дизайн Мацусіми в його нинішньому вигляді. Крім того, дизайн Сенджуро в молодості вже був створений Мацусімою в першому сезоні, а брови, зачіска і очі чоловіків-членів сім'ї були уніфіковані. Крім того, Мацусіма скорегував міміку так, щоб, коли він мружить очі в серйозних сценах, він не втрачав свого вигляду.

## Бокс-офіс
До виходу на екрани в Японії, фільм встановив місячний рекорд з продажу попередніх квитків протягом двох місяців поспіль у вересні і жовтні 2020 р. Після виходу в прокат він встановив кілька касових рекордів, включаючи найвищий касовий збір в перші вихідні — $44 млн., і найшвидші збори в 10 млрд. єн (10 днів), 20 млрд. єн (24 дні), і 30 млрд. єн (59 днів). Він також встановив рекорд найкасовішого IMAX-релізу в Японії з $25 млн, перевершивши рекорд в $13 млн, раніше встановлений — фільмом «Богемна рапсодія» в 2018 році. 
Фільм став першим, який очолював японські касові чарти десять уїк-ендів поспіль з моменту початку публікації чартів в 2004 році, і в підсумку залишався в першій десятці протягом 32 тижнів, другий за кількістю тижнів поспіль в японських чартах після 40 тижнів «Титаніка» в кінці 1990-х років. Фільм став найкасовішим фільмом усіх часів в Японії за 73 дні, зібравши 32,48 млрд. єн, обігнавши — «Віднесені привидами» (англ. Spirited Away), який утримував рекорд 19 років. Після 220 днів прокату він став першим фільмом в історії японського кіно, що зібрав 40 млрд. єн.
За межами Японії найвищі збори на одному ринку були отримані — в США і Канаді, де фільм вийшов в прокат 23 квітня 2021 року і зібрав $47,7 млн., ставши другим касовим за зборами аніме-фільмом всіх часів на цьому ринку — після «Покемон: Фільм перший» (англ. Pokémon: The First Movie), який зібрав $85,7 млн. Його Північно-Американський касовий збір в перші вихідні склав $19,5 млн. і став рекордним для будь-якого іншомовного фільму, випущеного в Північній Америці. 
Став найкасовішим анімаційним фільмом усіх часів на Тайвані, зібравши $360 млн. за 17 днів після виходу і зібравши — в цілому $634 млн. Він також став найкасовішим аніме-фільмом на кількох інших ринках, включаючи Сінгапур, де він вийшов 12 листопада 2020 року і зібрав $2,42 млн., а також перевершив нові рекорди в таких країнах — як Малайзія, Росія, Таїланд, Гонконг і тд. Зібравши 4,3 млн. рингіт, обігнав — «One Piece: Stampede» в 3 млн. рингіт. У Гонконзі фільм лідирував за касовими зборами протягом чотирьох вихідних поспіль після відкриття 12 листопада 2020 року, але його касові збори зупинилися, так як всі кінотеатри Гонконгу були закриті 2 грудня 2020 року через спалах четвертої хвилі пандемії COVID-19 в Гонконзі; кінотеатри знову відкрилися тільки 18 лютого 2021 року.
Роланд Келтс пояснив касовий успіх фільму збігом різних факторів. Серед них — вихід фільму в період відносного затишшя пандемії COVID-19 в Японії, що означало, що кінотеатри були відкриті, але конкуренція з боку інших фільмів була низькою, а також тривалий послідовний випуск манґи, аніме і фільму, що дозволило очікуванню наростати з плином часу.

## Критичний відгук
На сайті — агрегаторі рецензій Rotten Tomatoes, 98% з 40 рецензій — позитивні, середня оцінка — 7,9 з 10. Консенсус критиків сайту говорить: «візуально приголомшлива анімація і майстерно поставлені бойовики служать щирому сюжету, який напевно сподобається шанувальникам». Згідно з даними Metacritic, який поставив середньозважений бал 75 з 100 на основі дев'яти критиків, фільм отримав «в цілому сприятливі відгуки». Після виходу в північноамериканських кінотеатрах «Нескінченний поїзд» отримав 92% позитивних оцінок за результатами опитування глядачів — PostTrak.
Рецензент Crunchyroll — Деріл Хардінг дав фільму позитивну оцінку, похваливши поєднання технік 2D і 3D анімації, музику і опрацювання персонажів. Рецензент IndieWire — Девід Ерліх, який поставив фільму оцінку «C» за шкалою від A до F, також похвалив фільм за яскраві візуальні ефекти і персонажів Кйоджуро Ренгоку і Енму, але сказав, що рейтинг є надмірним. На відміну від них, рецензент — Anime News Network, Кім Морріссі і Variety, Пітер Дебрюге порівняли якість анімації з якістю телесеріалу. Всі рецензенти відзначили, що для повного розуміння і оцінки фільму необхідно попередньо подивитися перший сезон аніме.

## Реліз
Фільм вийшов на Blu-ray і DVD в Японії 16 червня 2021 року; в перший день було продано понад 800 000 примірників, а за три дні — більше 1 млн. примірників. У Північній Америці фільм вийшов у цифровому форматі 22 червня 2021 року; попередні замовлення почалися 26 квітня 2021 року, і фільм був випадково доступний для покупки в PlayStation Store протягом декількох годин у квітні. Після виходу на відео за запитом (VOD) в Північній Америці фільм дебютував на першому місці в чартах — Vudu, Google Play і YouTube. Адаптація була випущена 16 жовтня 2020 року.

## Саундтреки
1. Demon Slayer: Kimetsu no Yaiba The Movie: Mugen Train Theme Song — Horuma Lisa (яп. デーモン・スレイヤー 劇場版「キメセツノヤイバ」。無限列車」主題歌・堀間リサ) — 3:00
2. Demon Slayer Movie: Rengoku Theme (яп. デーモン・スレイヤー・ムービー 戦国時代のテーマ) — 6:33
3. LiSA KAN/ENG/ROMAJI LYRICS (яп. リサ／エンド／ロマジ 歌詞) — 4:32
4. Demon Slayer Movie: Akaza vs Rengoku Theme (яп. デーモン・スレイヤー・ムービー 赤座 vs レンゴクのテーマ) — 4:01
5. Demon Slayer Movie: Zenitsu Theme V2 (яп. デーモン・スレイヤー・ムービー 善逸のテーマ V2) — 4:32
6. Demon Slayer Movie: Rengoku vs Akaza Fight Theme (яп. デーモンスレイヤー・ムービー 連合軍 対 赤座戦のテーマ) — 0:43
7. Lisa — Propaganda (яп. リサ - プロパガンダ) — 3:22
8. Lisa — Leopardess (яп. リサ - レオパレス) — 3:07
9. Lisa — My Friends Forever (яп. リサ - マイ・フレンド・フォーエバー) — 4:29
10. Homura (Instrumental) · Leon Alex (яп. ほむら（インストゥルメンタル） - レオン・アレックス) — 1:46
11. Illion — Gasshow (яп. イリオン - ガスショー) — 3:05
12. From the Edge · FictionJunction · LiSA (яп. フロム・ザ・エッジ - フィクションジャンクション - リサ) — 4:39
13. LiSA — Gurenge (яп. リサ - グレンゲ) — 3:56

## Нагороди
| Список нагород і номінацій | Список нагород і номінацій                                    | Список нагород і номінацій                      | Список нагород і номінацій                      | Список нагород і номінацій |
| Рік                        | Нагорода                                                      | Категорія                                       | Одержувач(і)                                    | Результат                  |
| -------------------------- | ------------------------------------------------------------- | ----------------------------------------------- | ----------------------------------------------- | -------------------------- |
| 2020                       | 45-та Кінопремія Хочі                                         | Кращий анімаційний фільм                        | Клинок, який знищує демонів: Нескінченний поїзд | Перемога                   |
| 2020                       | 33-а Премія Nikkan Sports Film Award за премію Юдзіро Ісіхара | Кращий анімаційний фільм                        | Клинок, який знищує демонів: Нескінченний поїзд | Перемога                   |
| 2020                       | Кращий режисер                                                | Харуо Сотодзакі                                 |                                                 | Перемога                   |
| 2020                       | Кращий аніме-фільм року                                       | Клинок, який знищує демонів: Нескінченний поїзд |                                                 | Перемога                   |
| 2020                       | 26-а премія AMD                                               | Клинок, який знищує демонів: Нескінченний поїзд | Головний приз                                   | Перемога                   |
| 2021                       | 44-та кінопремія Японської академії                           | Клинок, який знищує демонів: Нескінченний поїзд | Анімація року                                   | Перемога                   |
| 2021                       | 44-та кінопремія Японської академії                           | Видатні досягнення в галузі музики              | Юкі Каджіура, Го Шііна.                         | Перемога                   |
| 2021                       | 44-та кінопремія Японської академії                           | Премія за тему                                  | Клинок, який знищує демонів: Нескінченний поїзд | Перемога                   |
| 2021                       | 44-та кінопремія Японської академії                           | Нагорода за популярність серед шанувальників    | Клинок, який знищує демонів: Нескінченний поїзд | Перемога                   |
| 2021                       | 74-та Щорічна премія Mainichi Film Awards / Concours          | Кращий анімаційний фільм                        | Клинок, який знищує демонів: Нескінченний поїзд | Номінація                  |
| 2021                       | 25-а премія Satellite Awards                                  | Кращий фільм, анімація або мікс-медіа           | Клинок, який знищує демонів: Нескінченний поїзд | Номінація                  |
| 2021                       | 2021 Tokyo Anime Award                                        | Кращий режисер                                  | Харуо Сотодзакі                                 | Перемога                   |
| 2021                       | 2021 Tokyo Anime Award                                        | Краща анімація                                  | Акіра Мацусіма                                  | Перемога                   |
| 2021                       | 45-та Нагорода Elan d'or                                      | Нагороди за особливі досягнення                 | Клинок, який знищує демонів: Нескінченний поїзд | Перемога                   |
| 2022                       | 6-та Crunchyroll Anime Awards                                 | Кращий фільм                                    | Клинок, який знищує демонів: Нескінченний поїзд | В очікуванні               |